# Album1
album1 là album phòng thu đầu tay của DJ, nhạc sĩ, nhà sản xuất âm nhạc, nhà soạn nhà người Hà Lan San Holo. Được xuất bản ngày 21 tháng 9 năm 2018 bởi label độc lập bitbird, album này có sự tham gia của Sofie Winterson, Bipolar Sunshine, James Vincent McMorrow, Yvette Young, Cassini, The Nicholas, Duskus, Caspian và Fazerdaze. album 1 có 12 đĩa đơn, nổi bật nhất là: "Worthy", "lift me from the ground", "Brighter Days", "Forever Free", "Surface" và "Voices In My Head".
Ngay sau khi xuất bản, album1 đã chiếm giữ vị trí #7 trên bảng xếp hạng Billboard Dance/Electronic Albums vào tuần ngày 6 tháng 10 năm 2018, trở thành album đầu tiên của San Holo đạt top 10. Đồng thời, 3 đĩa đơn trong album1 đã lọt vào bảng xếp hạng Dance/Electronic Songs cũng trong khoảng thời gian đó: "lift me from the ground" "tái xuất" với vị trí #39, trong khi "Show Me" và "Brighter Days" lần lượt chiếm vị trí #42 và #49. album1 được đề cử giải Edison Pop Award Album nhạc dance hay nhất năm 2019.

## Thông tin cụ thể
Phần lớn các bài nhạc trong album được viết và thu âm ở một phòng thu tại gia, nơi San Holo thuê ở Đại lộ Vestal, Los Angeles, Mỹ thông qua Airbnb. Khác với phần lớn các album EDM khác, San Holo tập trung vào sáng tác và thu âm nhạc cụ sống với băng ghi âm analog.
Những bài nhạc trong album1 là sự kết hợp của giọng hát đậm chất melodic, các đoạn guitar riff, vĩ cầm, dàn trống, và các yếu tố của dòng nhạc future bass. Album mang đậm màu sắc post-rock của San Holo và chịu ảnh hưởng bởi âm thanh EDM đương đại. Sander gọi đây là "post-EDM".
Từ tháng 5 năm 2018 đến đầu tháng 7 năm 2018, van Dijck đã phát hành các đoạn video hậu trường của những bài hát chưa phát hành, bao gồm "forever free" và "worthy". Vào ngày 26 tháng 7 năm 2018, những cảnh hậu trường này được tiết lộ là một phần của việc phát hành album mới, trong một video của Sander thông báo về album đầu tay album1.
Ngày 3 tháng 8 năm 2018, Holo phát hành 2 đĩa đơn trong album: "worthy" và "lift me from the ground" trên hãng bitbird và thông báo về tour diễn để quảng bá album. Ngay sau khi ra mắt, "lift me from the ground" chiếm vị trí #42 trên bảng xếp hạng Billboard Hot Dance/Electronic Songs tuần ngày 18 tháng 8 năm 2018.
31 tháng 8 năm 2018, một đĩa đơn khác trong album1 được phát hành: "brighter days", với sự góp giọng của ca sĩ Bipolar Sunshine, và một video lời của bài nhạc. San Holo và Bipolar Sunshine đã cùng nhau trình diễn bài nhạc này tại sự kiện 3FM Awards vào ngày 5 tháng 9.
Các đơn đặt mua sớm album1 được mở bán ngày 7 tháng 9 năm 2018, kèm theo đó là thông báo về ngày chính thức phát hành album: ngày 21 tháng 9 trên Twitter của San Holo. Một đĩa đơn khác trong album1 được phát hành ngày 14 tháng 9 năm 2018 có tựa đề "forever free" với sự hợp tác cùng Duskus.
Một tuần trước khi chính thức phát hành album vào ngày 21 tháng 9, hai đĩa đơn nữa trong album được phát hành: "Surface" với sự góp mặt của ban nhạc post-rock Caspian và giọng hát của Fazerdaze vào ngày 17, "Voices in My Head" với sự góp mặt của The Nicholas vào ngày 19.
Phát biểu với Forbes, San miêu tả album này là "nhạc điện tử, nhưng với album mới này, tôi sẽ sử dụng những âm thanh từ các nhạc cụ sống, những âm thanh hoàn toàn chân thực để xây dựng cầu nối giữa thế giới EDM và thế giới indie cho tới khi chúng thành một."

## Đánh giá chuyên môn
| Đánh giá chuyên môn | Đánh giá chuyên môn |
| Nguồn đánh giá      | Nguồn đánh giá      |
| Nguồn               | Đánh giá            |
| ------------------- | ------------------- |
| EARMILK             | 9/10                |

Album này đã nhận được những đánh giá tích cực từ các nhà phê bình. Nó đã đạt vị trí #2 trên bảng xếp hạng Top 10 Album Dance/Electronic hay nhất do giới phê bình bình chọn năm 2018 của Billboard.
"album1 nổi bật nhờ việc sử dụng sáng tạo các nhạc cụ sống và những kĩ thuật thu âm analog... Đó là một trải nghiệm nghe mạnh mẽ, và không có gì sánh bằng việc xem San Holo chơi những đoạn solo guitar khi đứng trước tác phẩm đầy mê hoặc của mình, trực tiếp trên sân khấu" Kat Bein, từ tạp chí Billboard nhận xét. Brian Bonavoglia từ trang ThisSongSlaps xếp hạng album1 là top album của năm 2018 và tuyên bố, "album1 là một trong những sản phẩm vượt trội nhất mà chúng tôi từng chứng kiến trong suốt cả năm qua." Molly Hudelson từ tạp chí Substream nhận định, "album1 album1 sẽ đưa bạn vào một cuộc hành trình đầy cảm xúc từ đầu đến cuối. Nhưng thay vì ép buộc một cảm xúc nhất định vào bất kỳ thời điểm nào, nó sẽ mang lại cảm giác vô cùng sảng khoái. Cho dù bạn đang bận học hay đi làm, căng thẳng bởi những rắc rối gia đình, hoặc bị choáng ngợp bởi bất kỳ hoàn cảnh khó khăn nào trong cuộc sống mà bạn đang phải đối mặt vào lúc này, điều mà tất cả chúng ta khao khát trong những khoảnh khắc đó là một sự nhẹ nhõm... album1 sẽ nhẹ nhàng hướng dẫn bạn cách giải quyết tất cả." Biên tập viên Sophia Medina của EDMSauce nhận xét, "đây chắc chắn là album đầu tiên, sau một thời gian rất dài, mà tôi thực sự thích tất cả các bài hát trong album. Có lẽ bạn chưa biết, nhưng tôi rất thích những bài hát có thể không chỉ chạm đến trái tim tôi mà còn có thể đồng thời khuấy động cảm xúc của tôi. Album này đã làm được điều đó. Cảm xúc của tôi ở khắp mọi nơi! Tôi cảm thấy nếu một album có thể tạo ra một loại kết nối tình cảm nào đó, thì đó là điều chắc chắn nên được thừa nhận." Tờ The Nocturnal Times ca ngợi album1 với đọc giả của họ: "không có gì ngạc nhiên khi album đã nhận được nhiều lời khen ngợi từ giới phê bình và là album yêu thích của những người đam mê nhạc dance." album1 xếp hạng nhất trong top các album nhạc dance/electronic hàng đầu năm 2018 của tờ The Nocturnal Times. Matt Meadow của trang Your EDM đã gọi đây là album hay thứ ba của họ trong năm 2018 và nói thêm rằng "album gồm 12 ca khúc là sự kết nối giữa progressive rock với nhạc dance, sử dụng một phong cách sắp xếp rất khác so với hầu hết những gì mà người hâm mộ nhạc dance đã quá quen thuộc. Thêm vào đó, San đưa những đoạn guitar riff nhẹ nhàng và mạnh mẽ của mình vào bản phối để làm nổi bật phong cách âm nhạc của mình, đưa những âm thanh đậm chất riêng ấy gắn chặt vào từng nốt nhạc."

### Danh hiệu
| Trang đánh giá      | Danh sách                                                            | Thứ hạng | Chú thích |
| ------------------- | -------------------------------------------------------------------- | -------- | --------- |
| Billboard           | Bình chọn của giới phê bình - Top 10 Album Dance/Electronic năm 2018 | #2       | [ 21 ]    |
| ThisSongSlaps       | Top 10 Albums năm 2018                                               | #1       | [ 22 ]    |
| Your EDM            | Top 10 Albums năm 2018                                               | #3       | [ 23 ]    |
| The Nocturnal Times | Top Album Electronic/Dance năm 2018                                  | #1       | [ 24 ]    |

| Năm  | Tên Giải thưởng                  | Hạng mục                  | Kết quả   | Chú thích     |
| ---- | -------------------------------- | ------------------------- | --------- | ------------- |
| 2018 | Edison Pop 2018                  | Album hay nhất năm 2018   | Đoạt giải | [ 25 ]        |
| 2019 | International Dance Music Awards | Album Electronic hay nhất | Đoạt giải | [ 26 ] [ 27 ] |

## Các bài nhạc trong album
| STT              | Nhan đề                                                         | Sáng tác                                                      | Thời lượng |
| ---------------- | --------------------------------------------------------------- | ------------------------------------------------------------- | ---------- |
| 1.               | "everything matters (when it comes to you)"                     | Sander van Dijck Justin Burns                                 | 5:36       |
| 2.               | "lift me from the ground" (ft. Sofie Winterson)                 | Sander van Dijck Rutger van Woudenberg                        | 4:20       |
| 3.               | "show me"                                                       | Sander van Dijck Sean de Vries                                | 5:41       |
| 4.               | "brighter days" (ft. Bipolar Sunshine)                          | Sander van Dijck Adio Marchant                                | 3:56       |
| 5.               | "always on my mind" (ft. James Vincent McMorrow & Yvette Young) | Sander van Dijck James Vincent McMorrow Yvette Young          | 3:41       |
| 6.               | "go back in time"                                               | Sander van Dijck van Woudenberg Samuel Chown                  | 4:21       |
| 7.               | "love (wip)" (ft. Cassini)                                      | Sander van Dijck van Woudenberg Dorian Gaubert Young          | 4:22       |
| 8.               | "voices in my head" (ft. The Nicholas)                          | Sander van Dijck van Woudenberg Gaubert Sjaak Douma           | 4:52       |
| 9.               | "worthy"                                                        | Sander van Dijck van Woudenberg                               | 4:59       |
| 10.              | "forever free" (ft. Duskus)                                     | Sander van Dijck Simon White Tessa Douwstra                   | 6:22       |
| 11.              | "surface" (ft. Caspian and Fazerdaze)                           | Sander van Dijck van Woudenberg Philip Jamieson Amelia Murray | 6:02       |
| 12.              | "vestal avenue"                                                 | Sander van Dijck                                              | 4:15       |
| Tổng thời lượng: | Tổng thời lượng:                                                | Tổng thời lượng:                                              | 58:32      |

## Bảng xếp hạng
| Bảng xếp hạng (2018)                          | Vị trí cao nhất |
| --------------------------------------------- | --------------- |
| Album Hà Lan (Album Top 100)                  | 80              |
| Album Hoa Kỳ Top Dance/Electronic (Billboard) | 7               |
| Album Hoa Kỳ Heatseekers (Billboard)          | 20              |

## Lịch sử phát hành
| Quốc gia       | Ngày      | Định dạng                            | Label   | Catalogue |
| -------------- | --------- | ------------------------------------ | ------- | --------- |
| Nhiều quốc gia | 21/9/2018 | Digital download Nền tảng trực tuyến | bitbird | bba002    |

## Tour diễn
Bắt đầu vào ngày 30 tháng 10 năm 2018, tour diễn album1 khu vực Bắc Mỹ có kéo dài 35 ngày, với show đầu tiên ở St. Petersburg, Florida và show cuối cùng ở Seattle, Washington. Tour diễn này có sự góp mặt của Taska Black, Duskus, Eastghost, Chet Porter, Baynk, Slow Magic, Said The Sky, The Nicholas, và BeauDamian.
| Ngày              | Thành phố       | Bang                 | Địa điểm              |
| ----------------- | --------------- | -------------------- | --------------------- |
| 31 tháng 10, 2018 | St. Petersburg  | Florida              | Jannus Live           |
| 1 tháng 11, 2018  | Orlando         | Florida              | The Plaza             |
| 2 tháng 11, 2018  | Jacksonville    | Florida              | Mavericks             |
| 3 tháng 11, 2018  | Charlotte       | North Carolina       | The Fillmore          |
| 6 tháng 11, 2018  | Nashville       | Tennessee            | Cannery Ballroom      |
| 7 tháng 11, 2018  | Tuscaloosa      | Alabama              | Druid City Music Hall |
| 8 tháng 11, 2018  | Atlanta         | Georgia              | Buckhead Theatre      |
| 9 tháng 11, 2018  | Washington      | District of Columbia | Echostage             |
| 10 tháng 11, 2018 | Raleigh         | North Carolina       | The Ritz              |
| 11 tháng 11, 2018 | Charlottesville | Virginia             | Jefferson Theatre     |
| 14 tháng 11, 2018 | Toronto         | Ontario              | Danforth Music Hall   |
| 15 tháng 11, 2018 | Buffalo         | New York             | Town Ballroom         |
| 16 tháng 11, 2018 | New York        | New York             | Terminal 5            |
| 17 tháng 11, 2018 | Pittsburgh      | Pennsylvania         | Stage AE              |
| 20 tháng 11, 2018 | Portland        | Maine                | Port City Music Hall  |
| 21 tháng 11, 2018 | Philadelphia    | Pennsylvania         | Electric Factory      |
| 23 tháng 11, 2018 | Boston          | Massachusetts        | House of Blues        |
| 24 tháng 11, 2018 | Montreal        | Quebec               | Corona Theatre        |
| 26 tháng 11, 2018 | Burlington      | Vermont              | Higher Ground         |
| 28 tháng 11, 2018 | Columbus        | Ohio                 | Bluestone             |
| 29 tháng 11, 2018 | Detroit         | Michigan             | The Majestic          |
| 30 tháng 11, 2018 | Grand Rapids    | Michigan             | The Intersection      |
| 1 tháng 12, 2018  | Minneapolis     | Minnesota            | Skyway Theatre        |
| 4 tháng 12, 2018  | Omaha           | Nebraska             | Sokol Auditorium      |
| 5 tháng 12, 2018  | Indianapolis    | Indiana              | Deluxe                |
| 6 tháng 12, 2018  | Kansas City     | Missouri             | The Truman            |
| 7 tháng 12, 2018  | St. Louis       | Missouri             | The Pageant           |
| 8 tháng 12, 2018  | Milwaukee       | Wisconsin            | The Rave              |
| 12 tháng 12, 2018 | Salt Lake City  | Utah                 | The Complex           |
| 13 tháng 12, 2018 | Las Vegas       | Nevada               | Brooklyn Bowl         |
| 14 tháng 12, 2018 | Los Angeles     | California           | Shrine Expo Hall      |
| 15 tháng 12, 2018 | San Jose        | California           | City National Civic   |
| 19 tháng 12, 2018 | Eugene          | Oregon               | McDonald Theatre      |
| 20 tháng 12, 2018 | Portland        | Oregon               | Crystal Ballroom      |
| 21 tháng 12, 2018 | Seattle         | Washington           |                       |
| 22 tháng 12, 2018 | Seattle         | Washington           |                       |

"Tôi luôn nghĩ về tương lai và âm nhạc mới cũng như chuyến lưu diễn này. Tôi hy vọng sẽ mở rộng ranh giới trong cộng đồng EDM lên một tầm cao mới. Ca hát và chơi guitar mang đến cho buổi biễu diễn cảm giác mạnh mẽ hơn, sống động hơn." - Sander van Dijck
Vào ngày 3 tháng 12 năm 2018, San Holo đã công bố chuyến lưu diễn lớn nhất ở châu Âu của mình từ trước đến nay, qua hơn 12 thành phố thuộc 8 quốc gia khác nhau. Chuyến lưu diễn sẽ bắt đầu vào tháng 3 năm 2019 và sẽ diễn ra trong suốt tháng mà đỉnh điểm là chương trình ở quê nhà của anh, Hà Lan, tại Paradiso nổi tiếng ở Amsterdam.
| Ngày             | Thành phố  | Quốc gia   | Địa điểm           |
| ---------------- | ---------- | ---------- | ------------------ |
| 18 tháng 1, 2019 | Groningen  | Hà Lan     | Eurosonic          |
| 28 tháng 2, 2019 | Manchester | Anh Quốc   | The Deaf Institute |
| 1 tháng 3, 2019  | Bristol    | Anh Quốc   | Thekla             |
| 2 tháng 3, 2019  | London     | Anh Quốc   | Hangar             |
| 6 tháng 3, 2019  | Oslo       | Na Uy      | Parkteatret        |
| 7 tháng 3, 2019  | Copenhagen | Đan Mạch   | Pumpehuset         |
| 15 tháng 3, 2019 | Toulouse   | Pháp       | Rex                |
| 16 tháng 3, 2019 | Paris      | Pháp       | La Maroquinerie    |
| 21 tháng 3, 2019 | Hamburg    | Đức        | Mojo               |
| 22 tháng 3, 2019 | Cologne    | Đức        | Gloria             |
| 23 tháng 3, 2019 | Berlin     | Đức        | Gretchen           |
| 24 tháng 3, 2019 | Frankfurt  | Đức        | Zoom               |
| 28 tháng 3, 2019 | Ghent      | Bỉ         | Charlatan          |
| 29 tháng 3, 2019 | Luxembourg | Luxembourg | Den Atelier        |
| 30 tháng 3, 2019 | Amsterdam  | Hà Lan     | Paradiso           |

Ngày 22 tháng 1 năm 2019, Sander thông báo trên Instagram về tour diễn album1 mở rộng ở Bắc Mỹ, qua 17 thành phố, nhắm vào thị trường mà anh đã bỏ lỡ trong chuyến lưu diễn Bắc Mỹ đầu tiên trong năm 2018. Tour diễn bắt đầu ở Sacramento, CA, kéo dài suốt một tháng cho đến khi kết thúc ở Chicago, IL.
| Ngày             | Thành phố   | Bang       | Địa điểm               |
| ---------------- | ----------- | ---------- | ---------------------- |
| 4 tháng 4, 2019  | Sacramento  | California | Ace of Spades          |
| 5 tháng 4, 2019  | San Diego   | California | Observatory North Park |
| 7 tháng 4, 2019  | Flagstaff   | Arizona    | Orpheum Theater        |
| 9 tháng 4, 2019  | Albuquerque | New Mexico | The Historic El Rey    |
| 10 tháng 4, 2019 | El Paso     | Texas      | Lowbrow Palace         |
| 11 tháng 4, 2019 | Austin      | Texas      | Emo's                  |
| 12 tháng 4, 2019 | Houston     | Texas      | Stereo Live            |
| 13 tháng 4, 2019 | New Orleans | Louisiana  | Joy Theater            |
| 16 tháng 4, 2019 | Birmingham  | Alabama    | Iron City              |
| 17 tháng 4, 2019 | Knoxville   | Tennessee  | The Mill & Mine        |
| 19 tháng 4, 2019 | Tulsa       | Oklahoma   | Cain's Ballroom        |
| 20 tháng 4, 2019 | Dallas      | Texas      | Stereo Live            |
| 23 tháng 4, 2019 | Columbia    | Missouri   | The Blue Note          |
| 24 tháng 4, 2019 | Des Moines  | Iowa       | Wooly's                |
| 25 tháng 4, 2019 | Iowa City   | Iowa       | Blue Moose Tap House   |
| 26 tháng 4, 2019 | Cincinnati  | Ohio       | Bogart's               |
| 27 tháng 4, 2019 | Chicago     | Illinois   | Aragon Ballroom        |